# Liste der Preisträger der Goldenen Kamera
Die Liste der Preisträger der Goldenen Kamera umfasst die Preisträger des Fernsehpreises Goldene Kamera seit 1965. In Klammern hinter dem Namen des Preisträgers steht das Jahr der Goldenen Kamera, nicht das Jahr der Verleihungsgala, die bis 1996 immer im Folgejahr stattfand (zum Beispiel fand die Verleihung der Goldenen Kamera 1996 im Februar 1997 statt). Diesen Turnus änderte der Veranstalter mit der Goldenen Kamera 1998, die am 10. Februar 1998 verliehen wurde.

## A
- Abenteuer Wissen (2010)
- Bryan Adams (2005)
- Mario Adorf (1991, 1993, 2012)
- Peter Alexander (1969, 1979, 1983)
- Alf (1988)
- Franz Alt (1979)
- Anastacia (2002)
- Reinhard Appel (1972)
- Ernst Arendt (1989)
- Annette von Aretin (1967)
- Neil Armstrong (1999)
- ARTE (1994)
- Rudi Assauer (2006)
- David Attenborough (1992)
- Robert Atzorn (1988)
- Barbara Auer (1988)
- Aufbruch in die Freiheit (2019)
- Auf kurze Distanz (2017)
- Stefan Aust (2005)
- Augsburger Puppenkiste (2004)

## B
- Karin Baal (1966)
- Dirk Bach (2001)
- Patrick Bach (1987)
- Vivi Bach (1970)
- Kristiane Backer (1993)
- Bares für Rares (2018)
- Backstreet Boys (1996)
- Werner Baecker (1980)
- Hugo Egon Balder (2006)
- Michael Ballhaus (1999)
- Frank A. Banuscher (1988)
- Stanislav Barabáš (1969)
- Guido Baumann (1967)
- Muriel Baumeister (1993)
- The Beach Boys (2016)
- Peter Beauvais (1973)
- Franz Beckenbauer (1981, 1999)
- Ben Becker (1998)
- Boris Becker (1989)
- Meret Becker (1998)
- Wolfgang Becker (1977)
- Reinhold Beckmann (1995)
- Klaus Bednarz (1990)
- Peter Behle (1970)
- Barbara Bel Geddes (1984)
- Bell, Book & Candle (1998)
- Jean-Paul Belmondo (1998)
- Helmuth Bendt (1975)
- Martin Benrath (1973)
- Iris Berben (1987, 2004, 2020)
- Der Bergdoktor (2019)
- Senta Berger (2010)
- Dagmar Berghoff (1986)
- Christian Berkel (2009)
- Prinz Bernhard der Niederlande (1985)
- Leonard Bernstein (1980)
- Chuck Berry (2008)
- Bernardo Bertolucci (1993)
- Jeanette Biedermann (2004)
- Alfred Biolek (1993, 2008)
- Cate Blanchett (2002)
- Hans Christian Blech (1981)
- Monika Bleibtreu (1972)
- Andrea Bocelli (2002)
- Grit Böttcher (1980)
- Erich Böhme (1993)
- Wibke von Bonin (1985)
- Björn Borg (1981)
- Suzanne von Borsody (1979, 2001)
- Rolf Boysen (1966)
- Karin Brandauer (1990)
- Klaus Maria Brandauer (1990)
- Matthias Brandt (2008)
- Truck Branss (1970)
- Charles Brauer (2001)
- Artur Brauner (2000)
- Friedhelm Brebeck (1998)
- Olrik Breckoff (1966)
- Rolf ‚Bobby‘ Brederlow (2002)
- Heinrich Breloer (2002)
- Hans Brenner (1998)
- Klaus Bresser (1986)
- Pierce Brosnan (2007)
- Volker Bruch (2018)
- Walter Bruch (1967, 1982)
- Istvan Bury (1985)
- Friedhelm Busch (1988)
- Gerard Butler (2016)

## C
- Montserrat Caballé (1993)
- Nicolas Cage (2007)
- Naomi Campbell (2004)
- Leonard Carow (2017)
- Rudi Carrell (1974, 1982, 1991, 2006)
- José Carreras (1995)
- Jessica Chastain (2019)
- Ilona Christen (1986)
- Sabine Christiansen (1990)
- George Clooney (2000)
- Glenn Close (1992)
- Joe Cocker (1996)
- Arthur Cohn (2001)
- Joan Collins (1999)
- Phil Collins (1993)
- Sarah Connor (2005)
- Contergan (2008)
- Axel Corti (1969, 1986)
- Kevin Costner (1998)
- Daniel Craig (2009)
- Tony Curtis (2004)

## D
- Gonsela-Beatrix Dahlke (1983)
- Das Boot (2007)
- das aktuelle sportstudio (1965)
- Das Supertalent (2010)
- Das Wunder von Lengede (2004)
- Craig David (2004)
- Linda de Mol (1992)
- Giuliana de Sio (1987)
- Alain Delon (1998)
- Renan Demirkan (1989)
- Catherine Deneuve (1993)
- Robert De Niro (2008)
- Gérard Depardieu (1995)
- Danny DeVito (2010)
- DFF-Fernsehballett (1991)
- Deutschland 83 (2016)
- Die 80er Jahre Show (2003)
- Die Fantastischen Vier (2010)
- Die Hoffnung stirbt zuletzt (2003)
- Eberhard Diepgen (1986)
- Julia Dingwort-Nusseck (1973)
- Hoimar von Ditfurth (1967)
- Olli Dittrich (2009)
- Gaby Dohm (1985)
- Plácido Domingo (1988)
- Eckhard Dorn (1978)
- Kirk Douglas (1987)
- Michael Douglas (1989)
- Dr. House (2009)
- Margret Dünser (1968)

## E
- Clint Eastwood (2009)
- Echt (2000)
- Maria Ehrich (2015)
- Bernd Eichinger (2011)
- Ein großer Aufbruch (2016)
- Barbara Eligmann (1995)
- Hannelore Elsner (1971)
- Frank Elstner (1976, 1983, 1999)
- Roland Emmerich (1999)
- Anke Engelke (1999)
- Heinz Engels (1978)
- Entführt (2010)
- Rainer Erler (1970)
- Ruprecht Eser (1990)
- Ruprecht Essberger (1973)
- George Ezra (2019)

## F
- Peter Falk (1975)
- Colin Farrell (2017)
- Eberhard Fechner (1970, 1979)
- Roger Federer (2005)
- Eberhard Feik (2001)
- Angelika Feldmann (1982)
- Hansjörg Felmy (1980)
- Rosemarie Fendel (1973)
- Edward Fendell (1972)
- Heino Ferch (2002)
- Veronica Ferres (1998, 2002)
- Dieter Finnern (1971)
- Anna Fischer (2007)
- Helene Fischer (2012, 2016)
- Curth Flatow (1983)
- Jane Fonda (2017)
- Forsthaus Falkenau (1992)
- Jodie Foster (1995)
- Michael J. Fox (2011)
- Peter Frankenfeld (1966, 1979)
- Justus Frantz (1992)
- Hanns Joachim Friedrichs (1987, 1990)
- Cornelia Froboess (1968)
- Gert Fröbe (1983)
- Frontal 21 (1965)
- Joachim Fuchsberger (1981, 2010)
- Maria Furtwängler (2008)
- Fußballnationalmannschaft (1990)
- Morgan Freeman (2012)

## G
- David Garrett (2010)
- Peter Gatter (1980)
- Gloria Gaynor (2011)
- Martina Gedeck (2003, 2015)
- Bob Geldof (2006)
- Götz George (1991, 2001)
- Richard Gere (2010)
- Peter Gerlach (1979, 1983)
- Petra Gerster (1998)
- Uschi Glas (1983, 1989, 1994)
- Boy Gobert (1979)
- Thomas Gottschalk (1983, 1985, 1994, 2002)
- Steffi Graf (1989)
- Hugh Grant (2003)
- Lorne Greene (1982)
- Greenpeace (1995)
- Melanie Griffith (1991)
- Florence Griffith-Joyner (1988)
- Herbert Grönemeyer (1999, 2015)
- Großstadtrevier (2005)
- Bernhard Grzimek (1968)
- Rainer Günzler (1965)
- Gute Zeiten, schlechte Zeiten (2003)

## H
- Heinz Haber (1965)
- Rolf Hädrich (1968)
- Mika Häkkinen (2003)
- Gitte Hænning (1983)
- Cosma Shiva Hagen (1999)
- Larry Hagman (1999)
- Armin Halle (1987)
- Evelyn Hamann (1977, 1987)
- Kurt-J. Hammers (1981)
- Edith Hancke (2000)
- Günter Handke (1972)
- Cornelia Hanisch (1984)
- Corinna Harfouch (2007)
- Sigi Harreis (1983)
- Jörg Hartmann (2016)
- Waldemar Hartmann (2007)
- Edin Hasanović (2016)
- Wolfgang-P. Hassenstein (1968)
- Goldie Hawn (2005)
- Dunja Hayali (2016)
- Salma Hayek (2003)
- Dieter Thomas Heck (1970, 2017)
- Johannes Heesters (2002)
- Max Hegewald (2011)
- Elke Heidenreich (1980)
- Hans Heigert (1967)
- Martin Held (1969)
- Erich Helmensdorfer (1967)
- Jim Henson (1978)
- Michael Herbig (2005)
- Thomas Hermanns (2006)
- Chaim Herzog (1987)
- heute-show (2017)
- heute-journal (2017)
- Edmund Hillary (1987)
- Werner Hinz (1983)
- Heinz Hoenig (1998)
- Werner Höfer (1966)
- Christiane Hörbiger (1987, 2001, 2018)
- Dustin Hoffman (2003, 2005)
- Klaus Hoffmann (1976)
- Louis Hofmann (2018)
- Hannelore Hoger (1988, 1998)
- Harald Hohenacker (1972)
- Rainer Holbe (1987)
- Susanne Holst (1991)
- Marianne Hoppe (1981, 2000)
- Brigitte Horney (1982)
- Nina Hoss (1996)
- Hans Hubberten (1972)
- Ernst Huberty (1971)
- Elmar Hügler (1971)
- Julia Hummer (2001)

## I
- Ich + Ich (2009)
- Maybrit Illner (2009)
- Luitgard Im (1965)

- Im Labyrinth der Macht –
Protokoll einer Regierungsbildung (2019)

## J
- David Janssen (1966)
- Günther Jauch (1988, 2001, 2011, 2016)
- Gertraud Jesserer (1980)
- Papst Johannes Paul II. (1978)
- Sir Elton John (2003)
- Andrea Jonasson (1970)
- Harald Juhnke (1980, 1995, 2000)
- Jürgen – Heute wird gelebt (2018)
- Curd Jürgens (1981)
- Udo Jürgens (1987, 1994)

## K
- Heidi Kabel (1984)
- Paula Kalenberg (2009)
- Oliver Kahn (2007)
- Herbert von Karajan (1984)
- Manfred Karremann (1996)
- The Kelly Family (1998)
- Kennzeichen D (1999)
- Hape Kerkeling (1990, 2005, 2015)
- Jan Kerhart (2008)
- Johannes B. Kerner (2003)
- Nicole Kidman (2017)
- Wolfgang Kieling (1966)
- Ben Kingsley (1989)
- Ephraim Kishon (1984)
- Louis Klamroth (2004)
- Werner Kleinkorres (1978)
- Anja Kling (1995, 2009)
- Vitali Klitschko (2005)
- Wladimir Klitschko (2005)
- Herbert Knaup (2005)
- Hildegard Knef (2000)
- Guido Knopp (2004)
- Gustav Knuth (1975)
- Marianne Koch (1967)
- Ulla Kock am Brink (1995)
- Herlinde Koelbl (2000)
- Helmut Kohl (1990)
- René Kollo (2000)
- Hans Peter Korff (1985)
- Hans Korte (1993)
- Irene Koss (1982)
- Kottan ermittelt (1980)
- Marion Kracht (1984)
- Lisa Kraemer (1971)
- Nicolette Krebitz (1994, 2004)
- Diether Krebs (1987)
- Susanne Kronzucker (1991)
- Hardy Krüger (1986)
- Horst Krüger (1982)
- Manfred Krug (1989, 2001)
- Diane Kruger (2010)
- Ulrike Krumbiegel (2008)
- Anja Kruse (1984)
- Ruth Maria Kubitschek (1988)
- Hans-Joachim Kulenkampff (1965, 1986)
- Paul Kuhn (1971, 2000)
- Antje-Katrin Kühnemann (1979)
- Evelyn Künneke (2000)
- Doris Kunstmann (1975)
- Nina Kunzendorf (2012)
- Dieter Kürten (1981)
- Maria Kwiatkowsky (2010)

## L
- La La Land (2017)
- Günter Lamprecht (1977, 2000)
- Alexandra Maria Lara (2005)
- James Last (1978)
- Hermann Leitner (1987)
- Robert Lembke (1967, 1982)
- Jerry Lewis (2005)
- Jan Josef Liefers (2011)
- Monica Lierhaus (2011)
- Heinz Liesendahl (1967)
- Udo Lindenberg (2009)
- Lindenstraße (1998)
- Marlene Linke (1968, 1982)
- Jürgen von der Lippe (1987, 1992)
- Andrew Lloyd Webber (1996)
- Wolf von Lojewski (1994)
- Anna Loos (2011)
- Sophia Loren (1994)
- Loriot (Vicco von Bülow) (1969, 1977, 2003, 2015)
- Helmut Lotti (2003)
- Gerhard Löwenthal (1977)
- Siegfried Lowitz (1967)
- Die Luftbrücke – Nur der Himmel war frei (2006)
- Igor Luther (1973)

## M
- Andie MacDowell (1996)
- Günter Mack (1979)
- Shirley MacLaine (1996)
- Patrick Macnee (1982)
- Ewan McGregor (2018)
- Peter Maffay (1994)
- Friedrich Magirius (1989)
- Sandra Maischberger (2002)
- Heike Makatsch (2002)
- Henry Makowski (1977)
- Leslie Malton (1990)
- Tim Mälzer (2006)
- Diego Maradona (1986)
- Maja Maranow (1989)
- Sophie Marceau (2000)
- Peter Märthesheimer (1978)
- Ricky Martin (2001)
- Mary & Gordy (1987)
- Henry Maske (1996)
- Marcello Mastroianni (1994)
- Wilhelm Matthes (2015)
- Dieter Meichsner (1980)
- Hans Meiser (1993)
- Katie Melua (2007)
- Michael Mendl (2004)
- Lena Meyer-Landrut (2011)
- Inge Meysel (1965, 1999)
- Julia Migenes (1978)
- Mariele Millowitsch (2000)
- Liza Minnelli (1989)
- Kylie Minogue (2008)
- Brigitte Mira (2000)
- Helen Mirren (2016)
- Rosi Mittermaier (1981)
- Modern Talking (1999)
- Dietmar Mögenburg (1984)
- Mogadischu (2009)
- Hans Mohl (1968)
- Wotan Wilke Möhring (2017)
- Egon Monk (1965)
- Ursela Monn (1978)
- Julianne Moore (2016)
- Roger Moore (1991)
- Morgen hör ich auf (2017)
- Jost von Morr (1981)
- Armin Mueller-Stahl (1992, 2011)
- Olly Murs (2015)
- Anna Maria Mühe (2006)
- Irmgard von zur Mühlen (1986)
- Geert Müller-Gerbes (1988)
- Katrin Müller-Hohenstein (2012)
- Frank Müller-Römer (1983)
- Marius Müller-Westernhagen (1978, 1995)
- Günther Münch (1978)
- Wencke Myhre (1977)

## N
- Xavier Naidoo (2006)
- Carmen Nebel (2006)
- Liam Neeson (2018)
- John Neumeier (1977)
- Nichelle Nichols (1999)
- Jack Nicholson (2004)
- No Angels (2003)
- Ulrich Noethen (2006)
- Friedrich Nowottny (1973, 1982)

## O
- Emil Obermann (1971)
- Erik Ode (1972, 1980)
- John Olden (1966)
- Orchester des XX. Jahrhunderts (1996)

## P
- Lilli Palmer (1972)
- Doris Papperitz (1985)
- Der Pass (2019)
- Pasquale Passarelli (1984)
- Bastian Pastewka (2000)
- Die Patriarchin (2005)
- Christiane Paul (1998)
- Pelé (1982)
- Wolfgang Penk (1986)
- Wolfgang Petersen (1999)
- Dieter Pfaff (2001)
- Günter Pfitzmann (1987, 2000)
- Kai Pflaume (2019)
- Prinz Philip, Duke of Edinburgh (1983)
- Helmut Pigge (1971)
- Jörg Pilawa (2006)
- Rosamunde Pilcher (1998)
- Matthias Platzeck (1998)
- Teddy Podgorski (1970)
- Witta Pohl (1985, 1987, 1993)
- Gerhard Polt (1983)
- Axel Prahl (2011)
- Marcel Prawy (1967)
- Hermann Prey (1982)
- Jürgen Prochnow (1985)
- Liselotte Pulver (2007)
- Pur (1995, 2019)
- Pussycat Dolls (2006)

## Q
- Will Quadflieg (1993)
- Helmut Qualtinger (1971)
- Thomas Quasthoff (2001)
- Anthony Quinn (1995)

## R
- Stefan Raab (2004)
- Rach, der Restauranttester (2010)
- Wolfgang Rademann (1982, 2000)
- Eros Ramazzotti (2011)
- Simon Rattle (2007)
- Vanessa Redgrave (1992, 2019)
- Max H. Rehbein (1978)
- Carolin Reiber (1983)
- Marcel Reich-Ranicki (2000)
- Wolfgang Reichmann (1968)
- Heinz Reincke (1990)
- Herbert Reinecker (1980)
- Edgar Reitz (1984)
- Marie-Theres Relin (1986)
- Annett Renneberg (2002)
- Eduard Rhein (1985)
- Lionel Richie (2007)
- Beatrice Richter (1981)
- Ilja Richter (1977)
- Katja Riemann (1989, 1991)
- Helmut Ringelmann (1988)
- Nile Rodgers (2015)
- Armin Rohde (2000)
- Günter Rohrbach (1970, 1978)
- Alan Root (1993)
- Harold Rosen (1984)
- Heide Rosendahl (1981)
- Rosenstolz (2007)
- Hans Rosenthal (1974, 1979, 1984)
- Isabella Rossellini (1993)
- Anneliese Rothenberger (1976)
- RTL aktuell (2017)
- Barbara Rudnik (2006)
- Wilma Rudolph (1981)
- Gerd Ruge (1991)
- Heinz Rühmann (1978, 1994)

## S
- Hans Sachs (1967)
- Toni Sailer (1982)
- Susan Sarandon (2015)
- Anneke Kim Sarnau (2003)
- Sasha (2001)
- Sabine Sauer (1984)
- Bärbel Schäfer (1995)
- Michael Schanze (1980)
- Maria Schell (1982)
- Andrea Scherell (1987)
- Björn-Hergen Schimpf (1991)
- Schlag den Raab (2008)
- Volker Schlöndorff (2000)
- Gisela Schlüter (1976)
- Max Schmeling (1984)
- Harald Schmidt (1993, 2002)
- Fredy Schmidtke (1984)
- Petra Schmidt-Schaller (2018)
- Walther Schmieding (1967)
- Uschi Schmitz (1979)
- Peter Scholl-Latour (1968)
- Dietmar Schönherr (1970, 1999)
- Margarethe Schreinemakers (1992)
- Wolfgang Schröder (1969)
- Carl-Heinz Schroth (1982)
- Heinz Schubert (1993)
- Albrecht Schuch (2019)
- Anna Schudt (2019)
- Emilia Schüle (2014)
- Peter Schulze-Rohr (1985)
- Michael Schumacher (1994)
- Friedrich Schütter (1982)
- Arnold Schwarzenegger (1996, 2015)
- Hans Schweiger (1989)
- Til Schweiger (1998)
- Matthias Schweighöfer (2003, 2010)
- Jasmin Schwiers (2005)
- Hanna Schygulla (1986)
- Uwe Seeler (1981)
- Rolf Seelmann-Eggebert (1985)
- Steffen Seibert (2002)
- Silvia Seidel (1987)
- Horst Seifart (1972)
- Edda Seippel (1979)
- Edgar Selge (2007)
- Die Sendung mit der Maus (1996)
- Karl Senne (1988)
- Sabrina Setlur (2000)
- Ed Sheeran (2017)
- Britta Siegers (1992)
- Siegfried und Roy (1984)
- Heinz Sielmann (1982)
- Maria Simon (2016)
- Simply Red (2010)
- Sing meinen Song – Das Tauschkonzert (2018)
- Sabine Sinjen (1967)
- Kevin Spacey (2015)
- Steven Spielberg (1999)
- Wolfgang Spier (2000)
- Sylvester Stallone (2004)
- Ingrid Steeger (1976)
- Dirk Steffens (2019)
- Horst Stern (1970)
- Rod Stewart (1992)
- Dieter Stolte (1985)
- Sylvia Stolze (1988)
- Günter Strack (1986, 1996)
- Cordula Stratmann (2007)
- Meryl Streep (2009)
- Peter Striebeck (1967)
- Robert Stromberger (1981)
- Hilary Swank (2008)

## T
- tagesthemen (2017)
- Take That (1994)
- Horst Tappert (1980)
- Tatort: Im Schmerz geboren (2015)
- Tatort Münster (Jan Josef Liefers, Axel Prahl) (2011)
- Telebörse (1988)
- Terra X: Die Supertiere (2011)
- Charlize Theron (2006)
- Wim Thoelke (1965, 1974)
- Helmut Thoma (1989)
- Simone Thomalla (2006)
- Greta Thunberg (2019)
- Tokio Hotel (2008)
- Laura Tonke (2000)
- Toyota (1993)
- John Travolta (2011)
- Gyula Trebitsch (1983)
- Ludwig Trepte (2008)
- Oleg Trofimowski (1991)
- Georg Stefan Troller (1965)
- Margarethe von Trotta (2000)
- Milena Tscharntke (2019)
- Vera Tschechowa (1977)
- Stefanie Tücking (1986)
- Ulrich Tukur (1995, 2011)
- Tina Turner (1991, 2005)

## U
- Heinz Ungureit (1991)
- US5 (2007)
- Sir Peter Ustinov (1973, 2001)

## V
- Caterina Valente (1965)
- Harry Valérien (1965, 1976, 1988)
- Dana Vávrová (1982)
- Herman van Veen (1991)
- Michael Verhoeven (1975)
- Paul Verhoeven (1965)
- 4 Blocks (2018)
- Helen Vita (2000)
- Jürgen Vogel (2003)
- Max von der Groeben (2013)

## W
- Otto Waalkes (1976, 2020)
- Lisa Wagner (2017)
- Matthias Walden (1975)
- Sina Walden (1973)
- Kathrin Waligura (1996)
- Fritz Walter (1984)
- Naomi Watts (2018)
- Dieter Weber (1970)
- Peter Weck (1984, 1985)
- Dieter Wedel (1972, 1993)
- Heidelinde Weis (1977)
- Richard von Weizsäcker (1986)
- Susanna Wellenbrink (1992)
- Wim Wenders (2000)
- Horst Wendlandt (2000)
- Griseldis Wenner (2003)
- Fritz Wepper (1980)
- Ulrich Wickert (1994)
- Bernhard Wicki (1971)
- Thekla Carola Wied (1983, 1985)
- Elisabeth Wiedemann (1966)
- Hans-Gerd Wiegand (1969)
- Anne Will (2002)
- Bruce Willis (2005)
- Lester Wilson (1969)
- Kate Winslet (2001)
- Judy Winter (1976)
- Franz Peter Wirth (1971)
- Claus Peter Witt (1966, 1981)
- Katarina Witt (1993)
- Christine Wodetzky (1969)
- Ulrike Wolf (1986)
- Jörg Wontorra (1988)
- Klausjürgen Wussow (1985)
- Wut (2007)
- Dionne Warwick (2012)
- Denzel Washington (2012)

## Z
- Peter von Zahn (1984)
- Renée Zellweger (2011)
- Helmut Zilk (1966)
- Dieter Zilligen (1983)
- Hans Zimmer (1999)
- Eduard Zimmermann (1966)
- Zivilcourage (2011)